# Strafford (Missouri)
Strafford – miasto w Stanach Zjednoczonych, w stanie Missouri, w hrabstwie Greene.